# Carlsgasse
Carlsgasse oder später vermehrt Karlsgasse ist eine Siedlung, die zu Adorf/Vogtl. im sächsischen Vogtlandkreis gehört.

## Geographie
Bei Carlsgasse handelt es sich um eine Häuslerzeile in der Flur Jugelsburg. Heute erinnert vermutlich die Karlsgasse am südlichen Adorfer Ortsausgang Richtung Jugelsburg an die Siedlung.

## Geschichte
Carlsgasse wurde spätestens 1483 als Kandilgaße erstmals erwähnt. Spätere Ortsnamensformen sind Kannelgaßen (1606), Karlsgaße (1752) und Carlsgasse (1875).
1606 und 1791 gehörte Carlsgasse zum Rittergut Jugelsburg. Entsprechend lag der Ort im Amt Voigtsberg des Vogtländischen Kreises und später im Gerichtsamt Adorf, der Amtshauptmannschaft Oelsnitz, dem (Land-)Kreis Oelsnitz und heute dem Vogtlandkreis. Seit 1582 war der Ort nach Adorf gepfarrt.
| Jahr          | 1583             | 1834 | 1871 | 1890 |
| ------------- | ---------------- | ---- | ---- | ---- |
| Einwohnerzahl | 7 besessene Mann | 38   | 51   | 36   |

## Belege
1. 1 2  Carlsgasse – HOV | ISGV. Abgerufen am 18. Dezember 2023.